# Baft
Bāft (farsi بافت) è il capoluogo dello shahrestān di Baft, circoscrizione Centrale, nella provincia di Kerman. Aveva, nel 2006, una popolazione di 35.008 abitanti.